# Galicea (Vâlcea)
Galicea è un comune della Romania di 4 084 abitanti, ubicato nel distretto di Vâlcea, nella regione storica della Muntenia.
Il comune è formato dall'unione di 7 villaggi: Bratia din Vale, Bratia din Deal, Cocoru, Cremenari, Galicea, Ostroveni, Teiu.